# Френк Беддор
Френк Беддор (англ. Frank Beddor; нар. 31 липня 1958) — колишній американський чемпіон світу з лижного спорту, кінопродюсер, актор, каскадер і письменник. Він працював продюсером фільмів «Щесь про Мері та Вікеда» і написав книгу «Війни задзеркалля»

## Біографія
Беддор виріс у місті Ексельсіор, штат Міннесота. Його батьки часто подорожували, і до дванадцяти років Беддор вже вмів кататися на лижах босоніж. Після перемоги на національних змаганнях[уточнення потрібне] Беддора запросили до олімпійської збірної з гірськолижного спорту[джерело не вказано]. Він вирушив у турне Європою для участі у змаганнях з гірськолижного спорту.
Беддор був чемпіоном світу з фристайлу в 1981 і 1982 роках.
У 1985 році Беддор зіграв дублера Джона К'юзака у фільмі «Вже краще померти». У цей період Беддор переїхав до Лос-Анджелеса і навчався у тренера з акторської майстерності Стелли Адлер. Частиною методу Адлер було заохочення її студентів писати сцену, в якій перебуває персонаж, перш ніж вийти на сцену.
Пізніше Беддор почав свою кар'єру в продюсуванні. Він працював продюсером над фільмом 1998 року «Щось у Мері є» з Кемерон Діаз і Беном Стіллером у головних ролях.
Потім Беддор почав писати, витративши п'ять років на написання «Війни в Задзеркаллі». Книгу відхилили всі великі видавництва в США, і врешті-решт її опублікувало видавництво Egmont Books у Великій Британії.
У 2006 році «Задзеркальні війни» потрапили до щотижневого списку «Нью-Йорк Таймс» В основі книги лежить переосмислення роману Льюїса Керролла «Аліса в Країні чудес». Передумовою роману є те, що головна героїня Аліса в «Алісі в країні чудес» реальна, як і світ Країни чудес, але Керролл спотворив події і зробив Країну чудес дитячою, замість того, щоб відображати реальність Країни чудес.
Беддор написав ще дві книги в серії «Війни в Задзеркаллі»: Побачення з Реддом і Заклятий ворог. Пізніше Беддор і Ліз Кавалер написали спін-офф комікс цієї серії під назвою «Капелюшник Медіган», а художник Бен Темплсміт намалював його. Спін-офф зосереджується на Капелюшнику Медігані, персонажі «Задзеркальних війн».
Беддор брав участь у розробці двох відеоігор: Card Soldiers Wars у 2008 році та The Looking Glass Wars Card Game у 2009 році.